# Raymond Roussel
Raymond Roussel (n. 20 ianuarie 1877, Paris, Franța – d. 14 iulie 1933, Palermo, Italia) a fost un scriitor, dramaturg și poet francez.

## Biografie
„Se știe mai mult despre Virgiliu decât despre el”, scria Jean Ferry⁠(d) în 1963. Pentru a rezolva unele enigme ale biografiei sale, îl putem interoga chiar pe Roussel, consultând Comment j'ai écrit certains de mes livres („Cum am scris unele dintre cărțile mele”), publicat la doi ani după moartea sa. De asemenea, poate fi consultată lucrarea critică a lui François Caradec, care publică în 1972 prima biografie a autorului. De atunci, numeroase arhive inedite descoperite în 1989 sunt disponibile la Biblioteca Națională a Franței, iar opera sa este în prezent tradusă în întreaga lume.

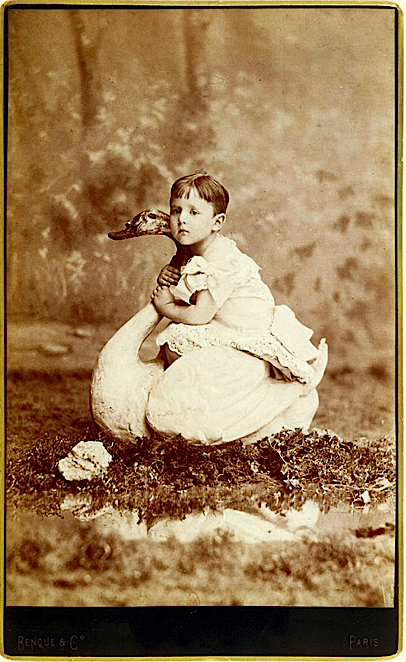
Raymond, în vârstă de 3 ani (portret tip carte de vizită realizat în studiourile Wilhelm Benque, Paris).

Raymond Roussel s-a născut sâmbătă, 20 ianuarie 1877, la ora 6 dimineața, la numărul 25 de pe bulevardul Malesherbes din Paris, într-un mediu extrem de înstărit. Părinții săi au fost Eugène Roussel, în vârstă de 44 de ani, agent de bursă și fiul unui avocat normand, și Marguerite Moreau-Chaslon, în vârstă de 30 de ani, fiica lui Aristide Moreau-Chaslon, președintele consiliului de administrație al Compagnie générale des omnibus. A fost cel mai mic dintre cei trei copii ai familiei: un frate, Georges, și o soră, Germaine. La insistențele mamei sale, a părăsit liceul pentru a urma Conservatorul, în ciuda opoziției tatălui său.
În octombrie 1893 a fost admis la Conservatorul Național Superior de Muzică din Paris, în clasa superioară de pian a lui Louis Diémer, asistent la acea vreme fiind Victor Staub. Printre colegii săi s-au numărat, printre alții, Louis Aubert, Gabriel Grovlez, Jean Gallon, Alfred Cortot și Lazare-Lévy. Studiile sale nu au avut rezultate notabile: moartea tatălui său l-a împiedicat să participe la examenele din 1894. Deși a concurat în anii 1895, 1896, 1897 și 1898, a părăsit în cele din urmă instituția, obținând doar o mențiune onorifică. După ce a încercat fără succes să compună — „muzica rămânându-i refractară” —, la vârsta de 17 ani a decis să se dedice exclusiv poeziei. A scris zi și noapte, în versuri cu o versificație desăvârșită, pe perioade îndelungate.
În 1883, familia Roussel a părăsit bulevardul Malesherbes și s-a mutat într-un hotel particular, situat la numărul 50 de pe strada Chaillot — adresă care a devenit ulterior 20, rue Quentin-Bauchart —, locuință care a rămas reședința lui Raymond din 1928 până la moartea sa. În 1886, a fost înscris la colegiul Janson-de-Sailly, unde a fost un elev mai degrabă mediocru, părăsind instituția în 1891, la vârsta de 14 ani.

### Primele scrieri

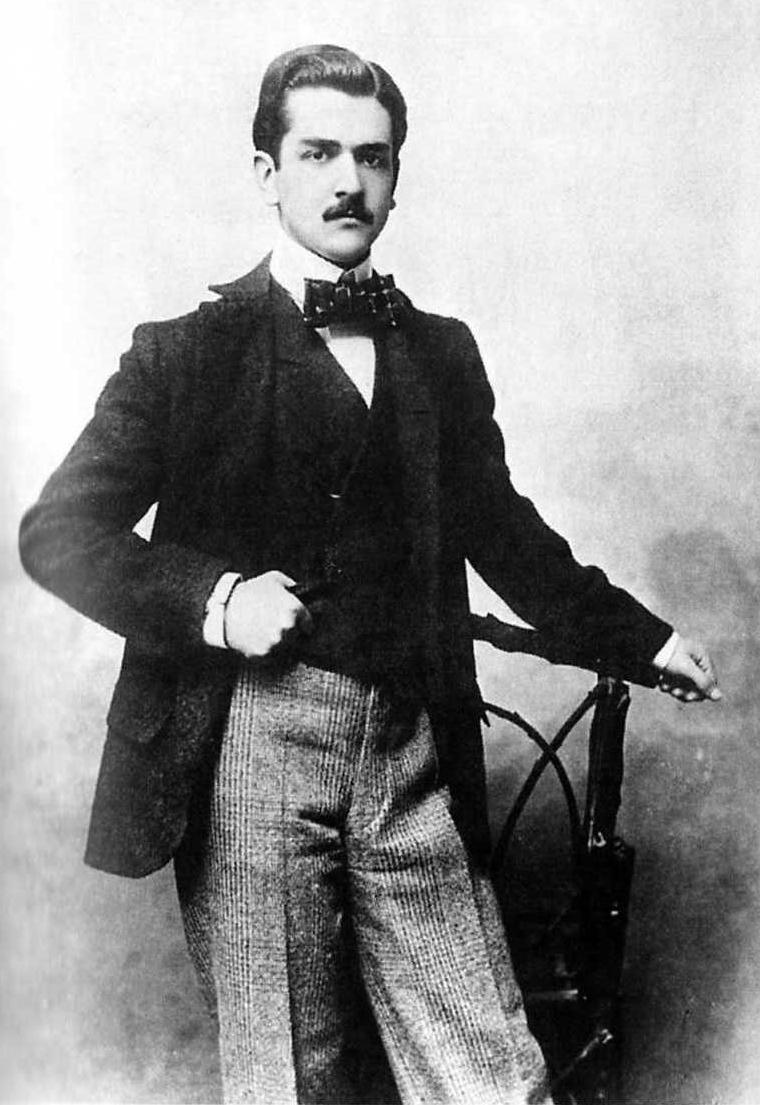
Autorul la vârsta de 19 ani

În 1894, mama sa, sora sa și el au moștenit averea tatălui, fost agent de bursă, decedat la 6 iulie. Această avere, administrată ulterior de tatăl lui Michel Leiris, era estimată la aproximativ 40 de milioane de franci-aur. Raymond Roussel a început să scrie versuri pentru a însoți compozițiile sale muzicale. La 17 ani a scris „Mon âme” (în română Sufletul meu), un poem lung publicat trei ani mai târziu (12 iulie 1897) în ziarul Le Gaulois.
În 1896 a început redactarea unui poem amplu intitulat „La Doublure” (în română Dublura). În timpul scrierii acestei opere, a traversat ceea ce el numea o „criză ciudată”, în cursul căreia, timp de câteva luni, a trăit o „senzație de glorie universală de o intensitate extraordinară”. În luna octombrie s-a aflat la Milano, împreună cu mama sa. A fost momentul în care s-a trezit la viață și la poezie.
„La Doublure”, apărut la 10 iunie 1897, a fost prima sa carte și un eșec total: „Am avut impresia că am fost prăbușit la pământ dintr-un vârf de glorie prodigios”, mărturisea Roussel. A suferit o criză marcată de o erupție cutanată asemănătoare scarlatinei prin culoare, urmată de o depresie. A fost tratat inițial de medicul familiei, apoi de mai mulți psihiatri, printre care Pierre Janet⁠(d), care i-a descris cazul sub pseudonimul „Martial” (împrumutat din Locus Solus, așa cum explică Roussel însuși) în volumul De l’angoisse à l’extase (în română De la angoasă la extaz, 1926). Doctorul Benjamin-Joseph Logre (1883–1963) i-a prescris, pentru tratarea insomniilor, barbiturice, care i-au provocat o dependență funestă.
Raymond Roussel a frecventat saloanele mondene, unde i-a cunoscut pe Marcel Proust și Reynaldo Hahn. În 1899, i-a făcut o vizită lui Jules Verne. Îi admira, de asemenea, pe Pierre Loti și Paul Bourget.

### Scriitorul și dramaturgul
La momentul apariției romanului Impresii din Africa (în franceză Impressions d'Afrique), în 1910, Roussel a fost din nou dezamăgit. Romanul a avut puțin ecou și a trecut aproape neobservat, cu excepția lui Edmond Rostand, care a propus să-l transforme într-o „piesă extraordinară”. Roussel a făcut să fie jucate succesiv trei versiuni ale piesei, însă critica s-a dovedit necruțătoare, iar spectacolul a fost un eșec.
Anul 1911 a fost marcat de moartea mamei sale, în luna octombrie. Sora sa, Germaine Roussel (1873–1930), ducesă de Elchingen, s-a mutat în reședința familială. Raymond s-a retras din când în când pentru odihnă la Villa Chaslon-Roussel, situată pe faleza din Biarritz, construită de Walter-André Destailleur pe un fost teren al familiei Bonaparte. Vila a fost vândută în 1917. În 1913 a fost numit ofițer al Instrucției Publice.
În ianuarie 1914 a apărut romanul Locus Solus, care nu a fost primit cu mai mult entuziasm decât cele anterioare. În timpul Primului Război Mondial, Roussel a cerut să fie mobilizat și să servească drept șofer în serviciul armatei, cerere care i-a fost aprobată. Și-a vopsit toate hainele în negru, în semn de doliu. În martie 1918 s-a îmbolnăvit și a petrecut ultimele șase luni ale războiului în spital, suferind mai întâi de icter, apoi de scarlatină. În 1919, probabil și datorită numeroaselor sale donații — a oferit 50.000 de franci căminului de bătrâni al Legiunii de Onoare —, a primit medalia comemorativă franceză a Marelui Război și medalia interaliată numită a Victoriei.
În 1920 și 1921, Roussel a făcut un tur al lumii. A stat mai ales în Tahiti, pe urmele lui Pierre Loti, și a realizat numeroase fotografii. Administratorul său, Eugène Leiris (tatăl lui Michel Leiris), l-a informat că, pentru prima dată, cheltuielile sale anuale — aproape 1,5 milioane de franci — au depășit veniturile. La 18 septembrie 1922, Roussel a depus un brevet intitulat Utilizarea vidului pentru conservarea căldurii în locuințe și mijloace de locomoție: tuburi de sticlă vidate, inserate între pereți, tavane și podele, permiteau menținerea unui climat temperat. Pentru a-și testa izolantul, a construit un cub mare în grădina sa din Neuilly. Brevetul i-a fost acordat la 14 decembrie 1923.
Tot în 1922, Roussel l-a însărcinat pe Pierre Frondaie să adapteze Locus Solus pentru teatru, cu Gabriel Signoret⁠(d) în rol principal. Spectacolul a fost un eșec notabil și a provocat chiar dispute: premiera a avut loc pe 7 decembrie la Théâtre Antoine, cu Maurice Fouret (1888–1962) la muzică, Paul Poiret la costume și Émile Bertin (1878–1957) la decoruri. Spectacolul, costisitor și finanțat integral de Roussel, i-a adus o formă de celebritate prin scandal.
La 5 mai 1924, considerând că piesele sale eșuau pentru că erau doar adaptări, Roussel a scris direct pentru scenă piesa Steaua pe frunte (în franceză L’Étoile au front), dar și aceasta a fost un eșec, însoțit de proteste și altercații: „În al doilea act, unul dintre adversarii mei a strigat către cei care aplaudau: «Bravo, claca!», iar Robert Desnos i-a răspuns: «Noi suntem claca, iar dumneavoastră sunteți obrazul». Replica a avut succes și a fost citată de mai multe ziare”.
La 2 februarie 1926, piesa sa finală, Praf de sori (în franceză La Poussière de soleils), a fost jucată la Théâtre de la Porte-Saint-Martin, în decorurile realizate de Numa și Chazot: „S-au epuizat biletele, iar publicul a fost numeros. Mulți au venit doar pentru plăcerea de a asista la o reprezentație tumultuoasă și de a juca un rol în ea. Totuși, spectacolul s-a desfășurat calm”. Critica a fost tot negativă. În aceeași perioadă, Roussel a prezentat presei, în grădina reședinței sale din Neuilly-sur-Seine (revista Touring Club de France, L'Illustration), invenția sa: o „vilă nomadă”, în realitate un camion Saurer amenajat ca „locuință mobilă”, pe care îl numea „rulota sa”, dotat cu dormitor-salon, baie și spațiu pentru personal. Între sfârșitul lui 1926 și începutul lui 1927, a călătorit cu rulota pe traseul Paris–Roma și i-a prezentat-o lui Mussolini.
Întors la Paris, a decis să vândă reședința de pe avenue Richard-Wallace nr. 25 din Neuilly (tranzacția s-a finalizat abia în 1931). În ianuarie 1928, a fost numit cavaler al Legiunii de Onoare, prin intervenția lui Louis Barthou, avându-l ca naș pe doctorul Jean Baratoux (1855–1956). A decis să se mute la sora sa chiar înainte de moartea acesteia, în 1930, pe rue Quentin-Bauchard. Acolo l-a regăsit pe nepotul său Michel Ney, pe care a dorit să-l adopte pentru a-i lăsa averea fără taxe, însă acest lucru nu a fost posibil, astfel că s-a mutat la hotelul Ritz.
Roussel a fost internat de mai multe ori într-o clinică din Saint-Cloud pentru tulburări neuropsihiatrice. În 1931, a făcut o donație importantă lui Marcel Griaule pentru expedițiile sale și lui Georges-Henri Rivière pentru muzeul de etnografie. Tot în acel an a cumpărat o concesiune în cimitirul Père-Lachaise și a comandat planurile unui cavou; sculptura și monumentul nu au fost niciodată realizate, doar o piatră funerară a fost ridicată în 1966, de frații Lecreux.
În noiembrie 1932 a apărut în librării ultima carte publicată în timpul vieții sale, Noi impresii din Africa (în franceză Nouvelles Impressions d’Afrique), care include 59 de fotogravuri cu desene în peniță, fără legende, reprezentând scene enigmatice semnate de Henri-Achille Zo. A întâmpinat din nou dificultăți financiare, iar efectele crizei economice l-au ruinat complet la sfârșitul acelui an.

### Moartea: sinucidere sau accident?

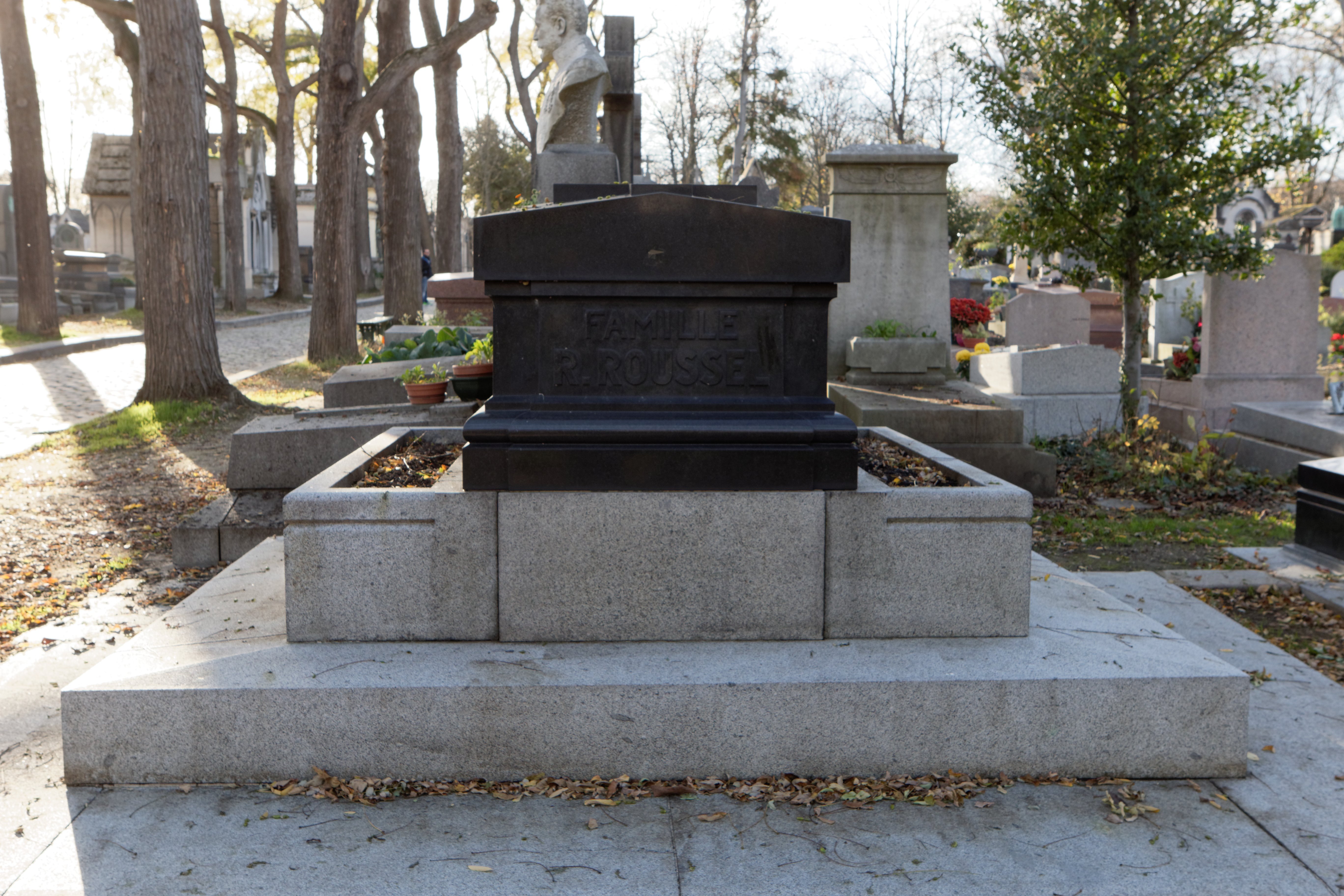
Mormântul lui Raymond Roussel în cimitirul Père-Lachaise.

La începutul lunii iunie 1933, în timp ce plănuia să se interneze în clinica doctorului Ludwig Binswanger⁠(d) din Kreuzlingen⁠(d), Raymond Roussel a decis să plece la Palermo pentru a se odihni. A închiriat o mașină și a angajat un tânăr șofer misterios, taximetrist, al cărui nume a rămas necunoscut. Plecarea de la Paris, de pe strada Quentin-Bauchard, a avut loc în prezența nepotului său, Michel Ney. Charlotte Fredez, cunoscută sub numele de „Dufrêne”, în vârstă de 53 de ani, nu a făcut parte din această deplasare, dar s-a alăturat ulterior lui Roussel.
Pe 14 iulie 1933, Roussel a fost găsit mort în camera sa de hotel, la Grand Hotel et des Palmes, în Palermo, în urma, potrivit raportului medicului legist, unei „ingerări excesive de barbiturice” (Sonéryl, un somnifer). La 2 iulie, încercase însă să-și taie venele cu un aparat de ras, dar a fost îngrijit de majordomul său, Tomasso Orlando di Gaetano, în vârstă de 29 de ani, angajat în jurul datei de 14 iunie și cazat la hotelul vecin, Savoia, precum și de „guvernanta sau infirmiera” sa, Charlotte, care locuia în camera alăturată. Șoferul nu a fost niciodată interogat sau menționat în raportul poliției, dar, potrivit mărturiilor, i s-ar fi adresat ulterior lui Michel Ney cerând bani. Raportul mai menționează că, printre bunurile găsite în camera lui Roussel (numărul 204), se aflau, pe lângă o cantitate importantă de medicamente, și un manuscris ce conținea un jurnal intim (ținut de Charlotte), în care era notată zilnic ingerarea diferitelor substanțe. Leonardo Sciascia și François Caradec au sugerat că Roussel nu a urmărit să se sinucidă, ci a căutat să experimenteze o formă de extaz, comportament specific consumatorilor de stupefiante. Cu alte cuvinte, Roussel ar fi murit în urma unei „supradoze”.
Pe 3 august 1933, vestea morții sale a fost în sfârșit publicată în ziarul Paris-Midi, într-un articol semnat de Pierre Lazareff. Nepotul său, Michel Ney, a fost desemnat moștenitor principal; Roussel îi scrisese cu câteva luni înainte de deces, cerându-și iertare pentru că nu mai avea niciun ban.
Raymond Roussel a fost înmormântat în cimitirul Père-Lachaise (diviziunea 89). Doi ani mai târziu, a fost publicată postum lucrarea sa Comment j’ai écrit certains de mes livres (în română „Cum am scris unele dintre cărțile mele”).

## Opere
În ordine cronologică a ediției originale:
- La Doublure, roman în versuri, Alphonse Lemerre, 1897
- Mon âme, poem publicat în Le Gaulois, 12 iulie 1897
- Chiquenaude, povestire, Alphonse Lemerre, 1900
- La Vue, poem, în Le Gaulois du dimanche, 18–19 aprilie 1903
- Le Concert, în Le Gaulois du dimanche, 27–28 iunie 1903
- La Vue, urmat de Le Concert și La Source, Alphonse Lemerre, 1904
- L’Inconsolable, în Le Gaulois du dimanche, 10–11 septembrie 1904
- Têtes de carton du carnaval de Nice, în Le Gaulois du dimanche, 26–27 septembrie 1904
- Nanon, în Le Gaulois du dimanche, 14–15 septembrie 1907
- Une page du folk-lore breton, în Le Gaulois du dimanche, 6–7 iunie 1908
- Impressions d’Afrique, roman publicat în foileton în Le Gaulois du dimanche între 10 iulie și 20 noiembrie 1909; apoi publicat de Alphonse Lemerre, 1910
- Quelques heures à Bougival, în Le Gaulois du dimanche între 6 decembrie 1913 și 28 martie 1914 — prepublicare a romanului Locus Solus
- Locus Solus, Alphonse Lemerre, 1914
- L’Allée aux lucioles, roman început în 1914 și rămas neterminat
- Pages choisies d’Impressions d’Afrique et de Locus Solus, Alphonse Lemerre, 1918
- L’Étoile au front, teatru, Alphonse Lemerre, 1925
- La Poussière de soleils, teatru, Alphonse Lemerre, 1927
- Nouvelles Impressions d’Afrique, urmat de L’Âme de Victor Hugo, Alphonse Lemerre, 1932
- Comment j’ai écrit certains de mes livres, Alphonse Lemerre, 1935
- Indications pour 59 dessins, Cahiers GLM, martie 1939
- Flio, text inedit prezentat de Michel Leiris în Bizarre, 1964, p. 2–13
- Épaves (1911–1932) — À la Havane, Damiette, inedite, Pauvert, 1972
- La Seine urmat de La Tonsure, inedite, Œuvres III, Fayard, 1994
- Les Noces, roman în versuri, inedit și neterminat, Œuvre inédite V–VI, Fayard, 1998